# Кестутіс Мажейка
Кестутіс Мажейка (28 квітня 1982, Маріямполе ) – литовський політик, ветеринар і викладач, член Сейму Литовської Республіки, з 2019 року міністр охорони навколишнього середовища. 

## Життєпис
У 2000 закінчив середню школу в рідному місті. У 2006  отримав диплом ветеринарного лікаря в Литовській ветеринарній академії. У 2013 отримав ступінь кандидата сільськогосподарських наук. У 2006 – 2016 працював менеджером у центрі кар'єри при Литовській ветеринарній академії. З 2013 також викладає на кафедрі інфекційних хвороб у своїй alma mater  . 
На виборах 2016 року, від імені Союз селян і зелених Литви, він був обраний до Сейму Литовської Республіки  . У квітні 2019 він став міністром навколишнього середовища в уряді Саулюса Сквернеліса . 